# Calle de Espoz y Mina

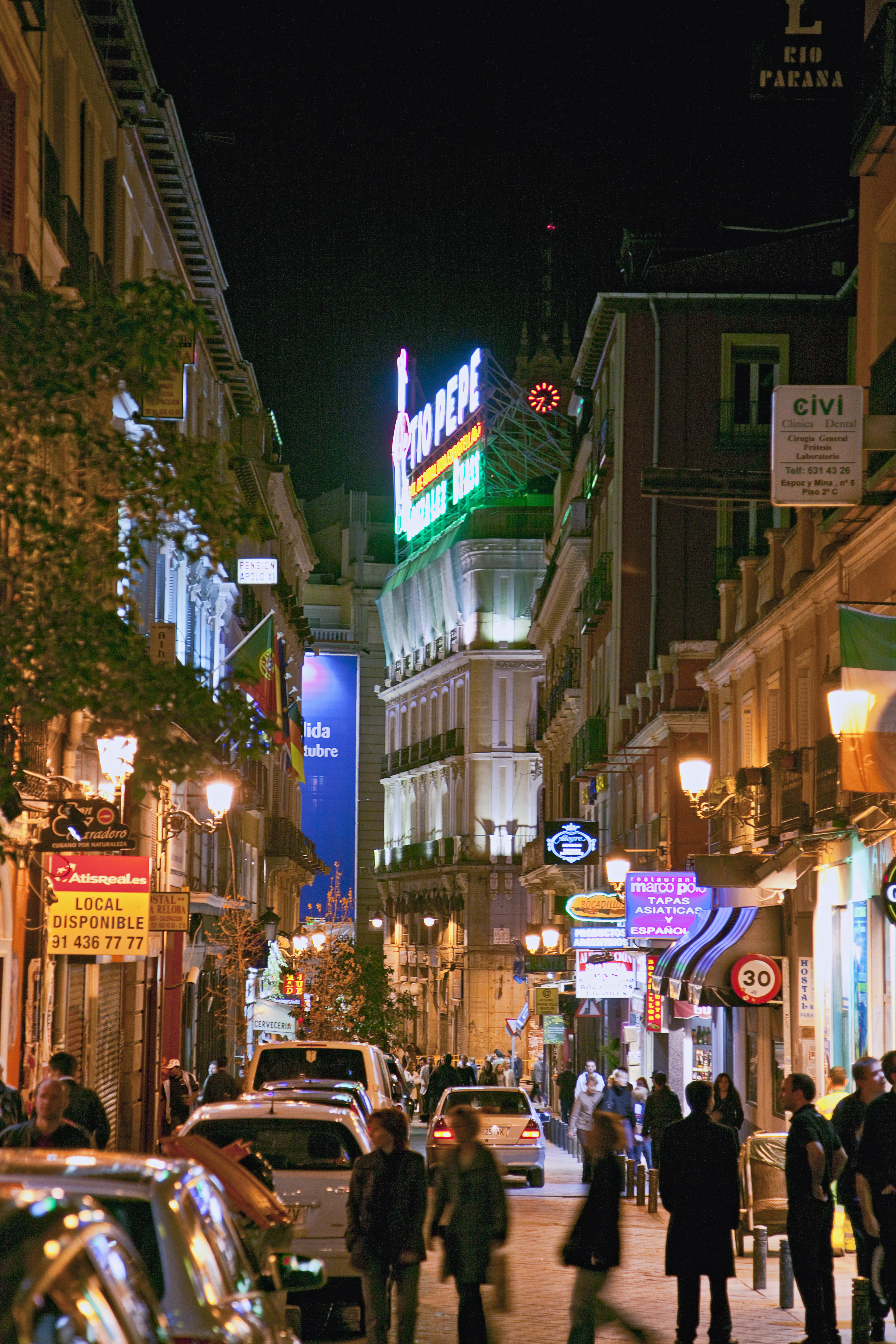
Vista nocturna de la calle Espoz y Mina.

La calle de Espoz y Mina es una vía urbana de Madrid, en el barrio de Sol, situada entre la Puerta del Sol y la plaza del Ángel, en orientación sur-norte. Está dedicada a Francisco Espoz y Mina, guerrillero y caudillo militar de la Guerra de la Independencia Española.

## Historia

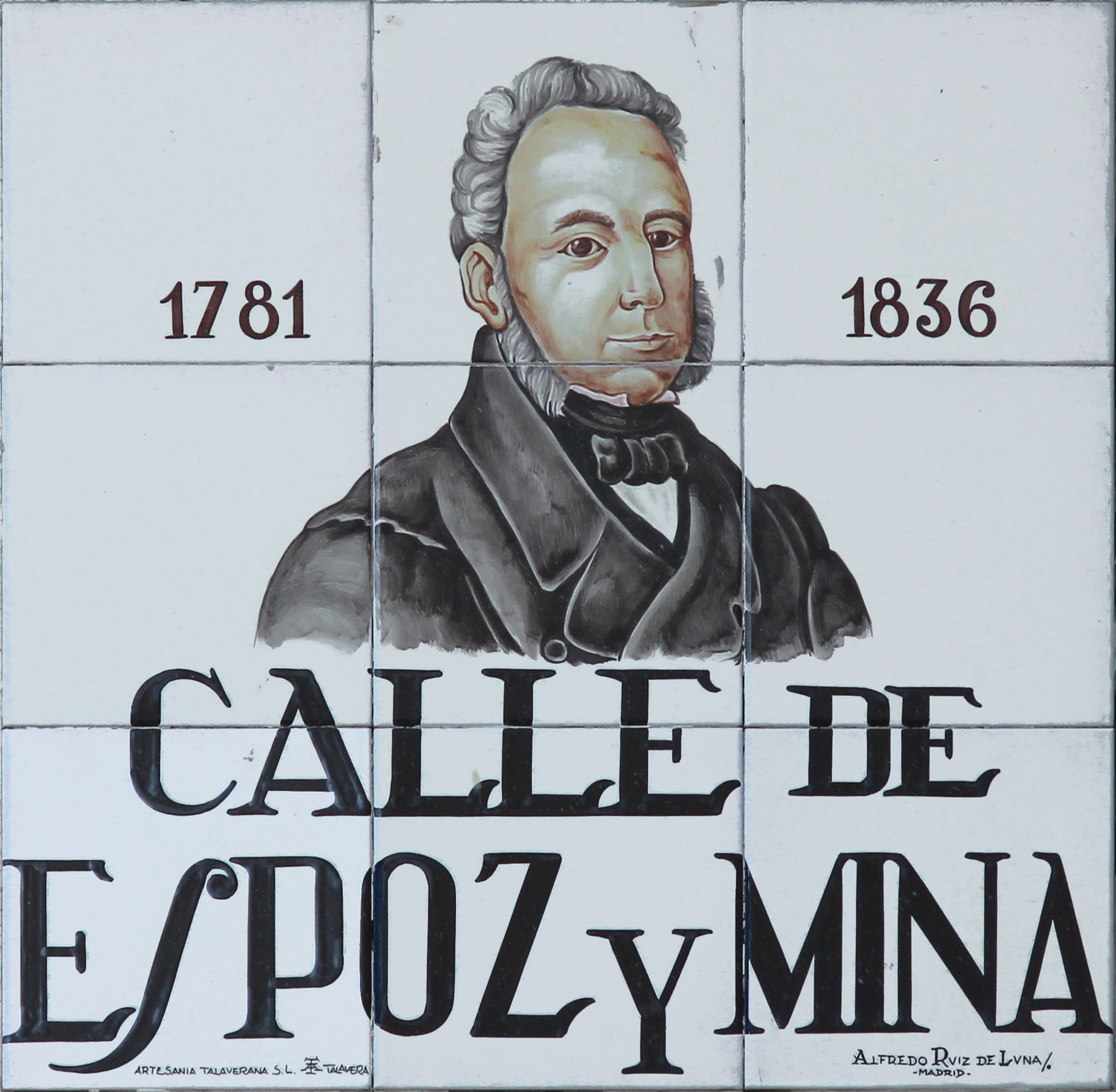
Placa del callejero de azulejos, obra del ceramista Ruiz de Luna.

La que en su origen se llamó «calle angosta de Majaderitos», se trazó sobre los terrenos que fueron huerta del convento de la Victoria, discurriendo entonces desde la Puerta del Sol hasta la calle de Cádiz, y siguiendo luego hasta la de la Cruz y la plazuela del Ángel, cuando hacia 1860 se derribó el teatro que allí hubo y que antes había sido corral de comedias.
La nueva y aireada calle atrajo la actividad comercial creándose varias galerías cubiertas sobre pasajes, como la del Matheu, y la Nueva Galería, construida en 1849 por Aníbal Álvarez, que no llegó a prosperar. Frente al de Matheu se abrió en el último tercio del siglo xix otro pasaje, delimitado por el «Bazar X» y el «Bazar Comercial» en su confluencia con la calle de Carretas. Por fin, en esta madeja de callejuelas, llegando al final de la calle, se encuentra el ‘callejón del gato’, inmortalizado por Valle Inclán en su esperpento Luces de bohemia.

### Vecinos
En el número 14 nació la actriz María Tubau.